# Cyrtandra tintinnabula
Cyrtandra tintinnabula är en tvåhjärtbladig växtart som beskrevs av Joseph Rock. Cyrtandra tintinnabula ingår i släktet Cyrtandra och familjen Gesneriaceae. Inga underarter finns listade i Catalogue of Life.